# Lada Samara

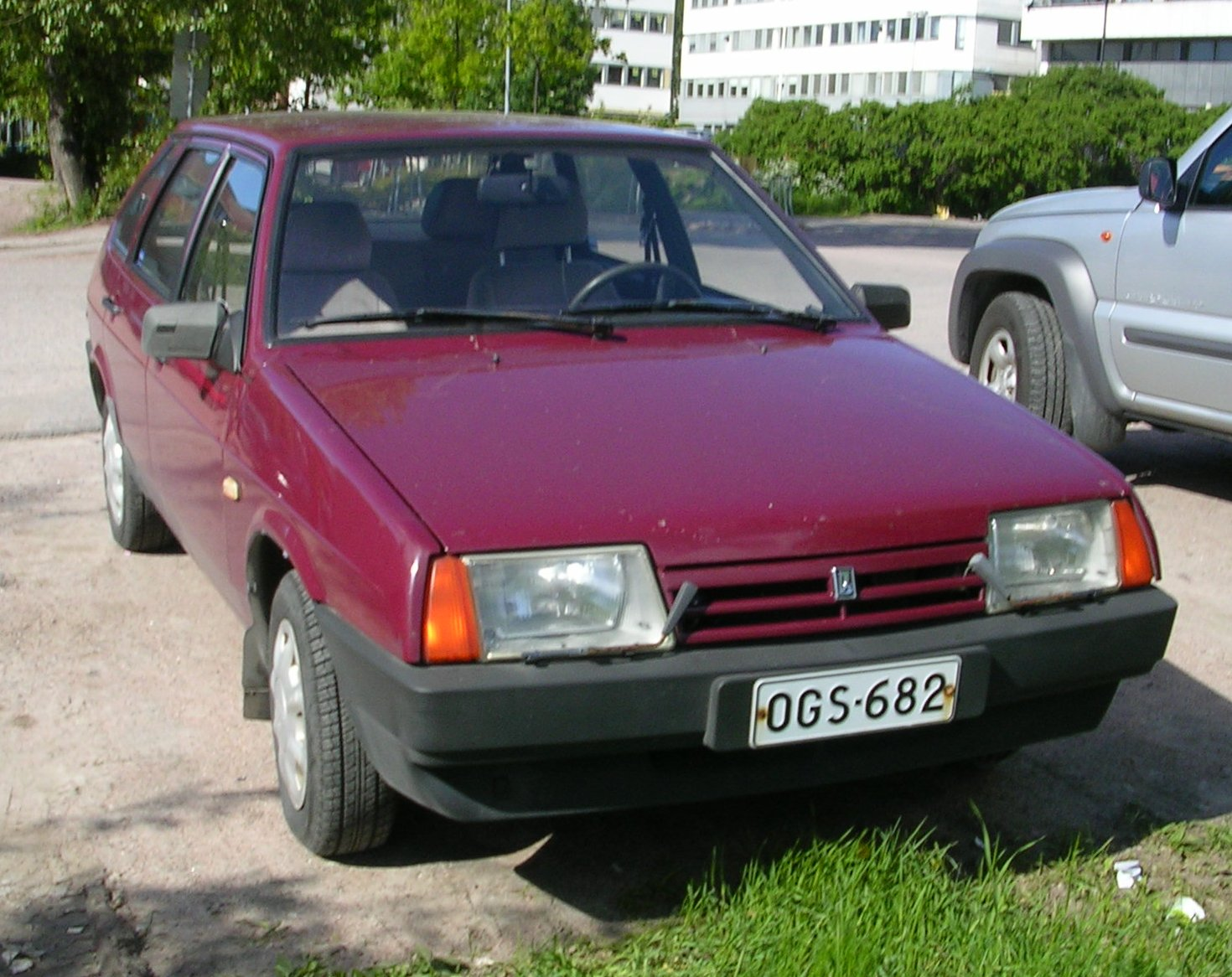
Lada Samara 2109

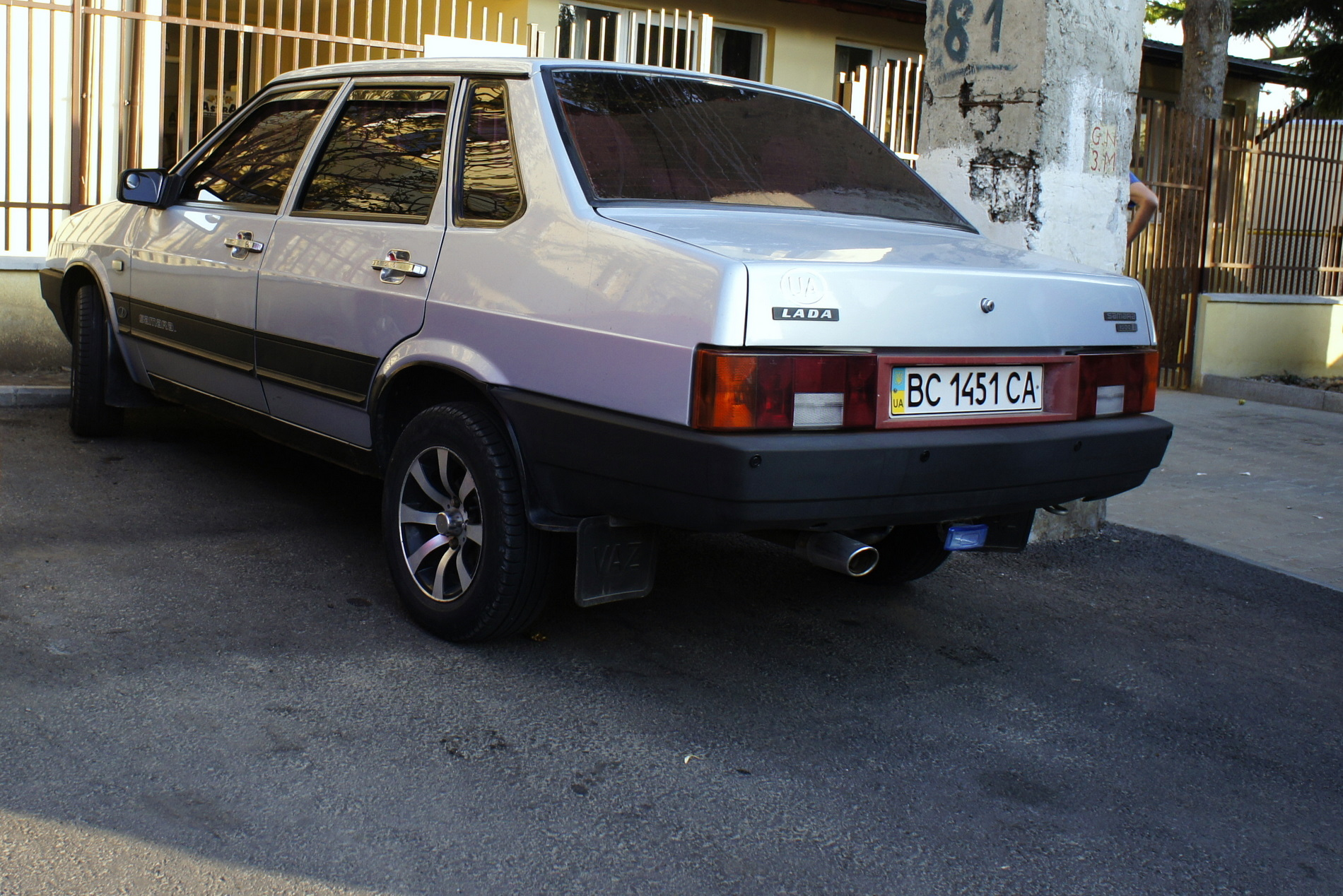
Lada Samara 21099

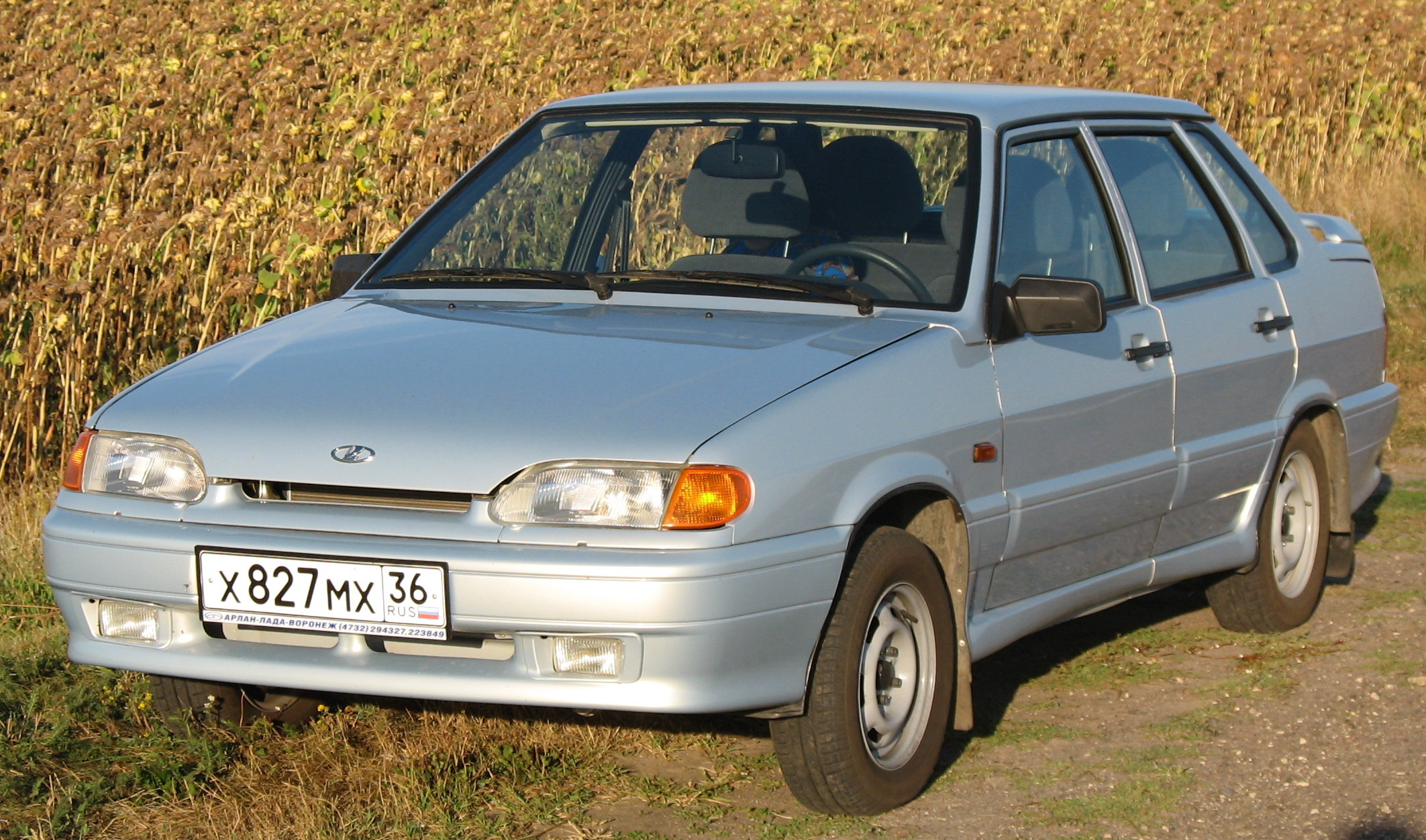
Nyare Lada 2115

Lada Samara var en bilmodell av det ryska märket Lada som introducerades 1984. Bilen utvecklades med viss hjälp från Porsche. Den var populär i vissa länder och i Sverige var den under en tid den allra billigaste modellen på bilmarknaden (nypris 1998 från ca. 71.900 kr) men var aldrig någon storsäljare då den hade svårt att konkurrera med modernare, mer tillförlitliga, europeiska bilar. En förbättrad version, Lada Samara Baltic, sammansattes från mitten av 1990-talet av Valmet Automotive i Finland. Den hade bättre motor, moderniserad interiör och kunde fås med krockkudde.
Samara fanns som tre- och femdörrars halvkombi, fyradörrars sedan (även kallad "Forma") och i begränsad upplaga även som tvådörrars cabriolet.
Märket Lada tillhör VAZ-koncernen och bilen har därför också sålts som Vaz Samara.
Modellen efterträddes i princip av Lada 110 och försvann från de flesta exportmarknader i slutet av 1990-talet. Modellen har dock uppdaterats och fortsatt tillverkas och säljas på hemmamarknaden och vissa andra marknader med lägre avgaskrav än de i EU-länderna.
Det allmänna omdömet om Samara i massmedia var att den inte var i klass med konkurrenterna från väst, men att detta möjligen kan "förlåtas" av det låga priset. Bilen fick kritik för bristande kvalitet som ledde till många fel.